# Anglicism
Anglicism är ord eller uttryck som har överförts från engelska (en engelsk språklig varietet) till ett annat språk (en annan språklig varietet).

## Betydelse och etymologi
Termen används på flera olika sätt. En anglicism kan vara ett ord: ett relativt gammalt lånord som blivit helt inlemmat i mottagarspråket, som strejk (arbetsnedläggelse) i skandinaviska språk (engelska strike) eller ett nyare men accepterat lånord som punk, eller ett nytt ord som ”offline”, där talarna är medvetna om att de byter till att tala engelska i (uppfattad) brist på ord på det egna språket. Anglicism syftar i dessa fall bara på enstaka ords etymologiska ursprung.
Vanligare är att anglicism betecknar ett uttryckssätt (en vändning) som uppkommit genom engelskt inflytande och kan kännas systembrytande på ett annat sätt än enstaka lånord. En sådan anglicism behöver inte innehålla något engelskt ord. En anglicism av det slaget är ”jag är inte bekväm med det”, som är ett översättningslån i vilket engelska ”I’m not comfortable with that” översatts bit för bit.. Ett annat exempel man ibland kan höra, t.ex. i radiosändningar, är "det var allt för nu" - där alltså en översättning bit för bit medför att "for now" får ersätta ”för den här gången” eller dylikt.
Anglicismer kan ha egenskaper som är främmande för det språk det lånats in till. Ett ord som management innehåller osvenska fonem om det uttalas på engelska, och ”bekväm” betyder för många svensktalande inte ”obrydd”, vilket det behöver göra för att ”inte bekväm med” skall vara naturligt.
Ordet anglicism kan användas som klander när en stor del av talarna uppfattar att ett uttryck är främmande för deras språk. Termen används alltså dels om sådana ord och uttryck som blivit allmänt accepterade i mottagarspråket, dels nedsättande om direktöversättningar och spontanöverförda ord och uttryck. Särskilt har anglicism en nedsättande klang då det överförda ordet inte passar in i det normala språkmönstret i det språk som det har överförts till, och det kanske redan finns ett etablerat inhemskt uttryck med samma betydelse på det språket. 
Anglicismer är särskilt vanliga inom relativt nya språkdomäner där inlån från engelska är vanliga, till exempel datorteknik och Internet, där anglicismer som starta upp och logga in förekommer relativt ofta. Även inom sport- och idrottsuttryck blir detta allt vanligare. Exempelvis med att gå för guld eller att steppa upp.
En annan betydelse är när en falsk vän används med engelsk istället för svensk innebörd. ”Det blev eventuellt fred i Bosnien 1995” innebär något annat än ”Eventually there was peace in Bosnia in 1995” (Det blev slutligen fred i Bosnien 1995). Ett exempel på en falsk vän när engelskans character direktöversätts med ”karaktär”, även i sammanhang där det engelska uttrycket snarast syftar på ’skrivtecken’ eller ’rollfigur’ (i litteratur, filmer, tv-serier, teater och datorspel), snarare än det svenska ordet karaktär som har ursprungsbetydelsen ”sammanfattning av själsliga egenskaper”.
Ordet anglicism finns i svensk skrift sedan 1795. Det är baserat på engelskans ord med samma stavning, vilket i sin tur är baserat på latinets anglicus, engelsk.

## Pseudoanglicism

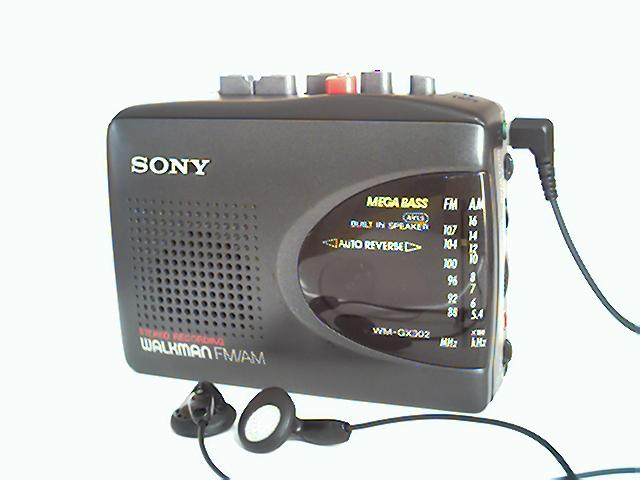
Sony Walkman

Termen pseudoanglicism syftar på ett ord som kan verka som ett inlån från engelskan, men som i själva verket inte alls förekommer på engelska. Till exempel används ordet freestyle i olika sportsammanhang på engelska (såsom fristil inom simning, längdåkning och brottning) medan det på svenska har fått betydelsen ’bärbar kassettbandspelare’ (på engelska portable audio player eller (Sony) Walkman, som ursprungligen var ett varumärke för en apparat tillverkad av firman Sony).

## Klandrade anglicismer i svenskan
- karaktär av engelska ”character”. Substantivet karaktär har i svenskan betytt ”personlighet”, ”beskaffenhet”. Nu använder många ordet om det som annars oftast kallas ”rollfigur” (i film), ”romanfigur” (i roman) och dylikt.
- lämna utan direkt objekt, av engelska ”to leave”.[5] Verbet lämna har i svenskan varit obligatoriskt transitivt: det måste följas av det som man lämnar, som i ”Kim fick lämna Idol. Nu har många börjat skriva ”Kim fick lämna” och ”Britterna röstade för att lämna”.
- spirituell av engelska ”spiritual”. Adjektivet spirituell betyder i svenskan traditionellt ”kvick”, underhållande”, men betydelsen ”andlig” har trängt in från engelskan.